# Ireland West Airport Knock
Ireland West Airport Knock är en flygplats i republiken Irland. Den ligger i den nordvästra delen av landet, 180 km väster om huvudstaden Dublin. Ireland West Airport Knock ligger 203 meter över havet.